# Manfred Stock (Entertainer)
Manfred Stock (eigentlich: Ernst Georg Manfred Stock) (geb. 20. Juni 1935 in Leipzig, gest. 24. Mai 2021 in Berlin) war ein deutscher Entertainer, Schauspieler, Kabarettist und Erfinder von Rätseln.

## Leben
Stock hatte sowohl den Berufsfachabschluss als Buchhändler, als auch den als Bühnensolist. Stationen seiner Bühnenlaufbahn sind das Studio Städtische Theater Leipzig, danach die Spielgemeinde Leipzig (Theater der Kirche), das Stadttheater Freiberg, die Bühnen der Stadt Zwickau, das Theater der Jungen Generation Dresden, die Landesbühnen Sachsen, sowie die Staatsoperette. Er spielte u. a. den Ganymed in „Die schöne Galathee“ von Franz von Suppè, den Paul in „Die keusche Susanne“ von Jean Gilbert und den Freddy in der ostdeutschen Erstaufführung von Frederick Loewes „My Fair Lady“ an der Staatsoperette. Im Kulturpalast Dresden stand er in den ersten Revuen als personifiziertes, historisches Brückenmännchen Matz Fotz auf der Bühne und mit seiner One-man-show „Lexikon der heiteren Muse“.
Stock fing mit 14 Jahren an, Rätsel zu entwickeln. Er erstellte Tausende von Rätseln für verschiedene Zeitschriften wie die NBI, Für Dich, den Troll, Das Magazin, die Wochenpost, den Pester Lloyd (Ungarn) und mehrere Fachzeitschriften wie „Hund“ „Kaninchen“, „AutoBild“ und Po swetu (russisch-deutsch). Er entwickelte eigene Rätselarten wie „Mäander“ und „Anekdotenversteck“ und war ständiger Rätselmoderator der Fernsehserie Tele-Lotto.
Stock war Weltrekordhalter im Guinnessbuch der Rekorde 2000 für ein Silbenrätsel mit 22 Wörtern und fünf Sprichwörtern als Lösungssenkrechte.
Stock publizierte in Anthologien und schrieb Texte zu Inszenierungen (Prologe, Rahmenhandlungen u.ä.). Von seinen eigenen Stücken wurden u. a. aufgeführt: Das blaue Kuvert (Zwickau), Knolle im Märchenwald (Artistenrevue-Inszenierung im Kongresssaal des Hygienemuseums Dresden).

## Bücher und Publikationen (Auswahl)
- 1995 Alles über Rätsel. Frieling, ISBN 3-89009-930-0.
- 2000 Ich bin die komische Alte  Sachsenbuchverlag, 2001 (2. Auflage), ISBN 3-89664-025-9.
- 2003 Rätselhafte Anekdoten NoRaVerlag, ISBN 3-936735-10-7.
- 2006 Die Fitnessquelle. (auch in Brailleschrift). Mallinckroth-Verlag, Paderborn  .
- 2007 Zauberhafte Anekdoten NoRaVerlag, ISBN 978-3-86557-118-2.
- 2008 Rätselhafte Anekdoten DZB (Brailleschrift).
- 2009 Erotische Anekdoten (Grafik Reinhard Kunze) NoRaVlg. ISBN 978-3-86557-181-6.
- 2011 Mörder, Stars und tolle Typen – Promianekdoten. WagnerVerlag, ISBN 978-3-86683-981-6.
- 2013  Kleine deutsche Rätselkunde – die Geschichte des Rätsels von der Anekdote bis zum Sudoku WagnerVerlag, ISBN 978-3-86279-721-9.
- 2015 Bestseller und Thriller – Monster-Anekdoten und andere(s). Edition Octopus, ISBN 978-3-95645-563-6.
- 2016 JuxLyrik (Grafik R.Kunze). Edition Octopus, ISBN 978-3-95645-803-3.
- 2016 Deutsche Rätselkunde – die Geschichte des Rätsels von Anekdote bis Sudoku. epubli, ISBN  978-3-95645-876-7.
- 2017 Bestseller und Thriller – Monster-Anekdoten und andere(s). epubli, ISBN 978-3-95645-563-6.
- 2020 Best of MS  epubli          Ebook